# カルマ (バンド)
カルマ（Kalmah）は、フィンランド出身のメロディックデスメタルバンド。バンド名は、カルマーと表記されることもある。バンドは、自身の音楽性をスワンプ・メタル (Swamp Metal)とも呼んでいる。
カルマ (Kalmah)としての活動は1998年からであるが、1991年の結成から1998年まではアンセスター (Ancestor)というバンドであった。
Kalmahは、カレリア語で、to The Graveを意味する言葉である。

## 略歴
1991年に、フィンランドオウル州プダスヤルヴィで、ペッカ・コッコ (Vo, B)、ペトリ・サンカラ (Dr)によって、アンセスター (Ancestor)が結成される。1992年にアンシ・セッパネン (G)が加入し、同年に1stデモ『Ethereal Devotion』をリリース。同デモは、アンシ・セッパネンが中心で作曲を行った。このデモでは、スピードメタルとスラッシュメタルを演奏していた。リリース後、アンシ・セッパネンが脱退。脱退後、元アンドロメダのアルッティ・ヴェテライネン (B)が加入し、ペッカ・コッコがベースからギターに転向。1993年に2ndデモ『With No Strings Attached』をリリース。同デモでは、より純粋なスラッシュメタルに近い音楽性となった。ペッカ・コッコの兵役によって、アンセスターが活動を停止すると、ベーシストのアルッティ・ヴェテライネンは、かつてアンドロメダで活動を共にしていたヤルモ・プオラカナホと共に、モシントン・D.C.（Moshington D.C.、エターナル・ティアーズ・オヴ・ソロウの前身）を結成している。
ペッカ・コッコの兵役が終わると、アンセスターの活動が再開する。活動再開に際しては、アルッティ・ヴェテライネンが復帰せず、新たにパシ・プハッカ (B)が加入。加えてペッカ・コッコの実弟、アンティ・コッコ (Lead G)が加入し4人体制となる。1997年に3rdデモ『Material World - God』をリリース。リリース後、パシ・プハッカが脱退し、サウリ・ウリレヘト (B)が加入。1998年に4thデモ『Tomorrow』をリリース。しかし、元ベーシストのアルッティ・ヴェテライネンが復帰することになり、サウリ・ウリレヘトが脱退する。更に同年中に5thデモ『Under the Burbot's Nest』をリリース。しかし、レーベル契約の話は無く、1998年終わり頃、アンセスターは解散する。
アンセスター解散後、間を置くことなくカルマ (Kalmah)を結成。このときのメンバーは、アンセスター解散時のメンバー、ペッカ・コッコ(Vo,G)、アンティ・コッコ(Lead G)、ペトリ・サンカラ(Dr)、アルッティ・ヴェテライネン (B)の4人に、アンティ＝マッティ・タララ (Key)を加えた5人であった。またカルマ結成に当たって、活動の拠点をプダスヤルヴィからオウルへと移している。また、アンセスターでは、スラッシュメタル色の強い音楽性であったが、カルマではメロディックデスメタルへと音楽性を転換させている。1999年に、1stデモ『Svieri Obraza』を製作。これによって、スパインファーム・レコードの傘下のスパイクファーム・レコードと契約した。また、同年中にキーボーディストがパシ・ヒルトゥラ (Key)に交代している。
2000年に1stアルバム『Swamplord』をリリース。同年末にアルッティ・ヴェテライネン、ペトリ・サンカラが脱退し、カタメニアで活動するティモ・レヘティネン (B)と、ヤンネ・クスミン (Dr)が加入する。2002年に2ndアルバム『They Will Return』、翌2003年に3rdアルバム『Swampsong』をリリース。
2004年にパシ・ヒルトゥラが脱退。すぐには、メンバー補充ができず、サポートを立てることもなく、ライヴでは、ギターアンサンブルを強化して対応した。その後、同年中にポイズンブラックなどで活動するマルコ・スネック (Key)が加入。2006年に4thアルバム『The Black Waltz』をリリース。このアルバムより、ペッカ･コッコのデスヴォイスが今までのものよりも低音に変わった。

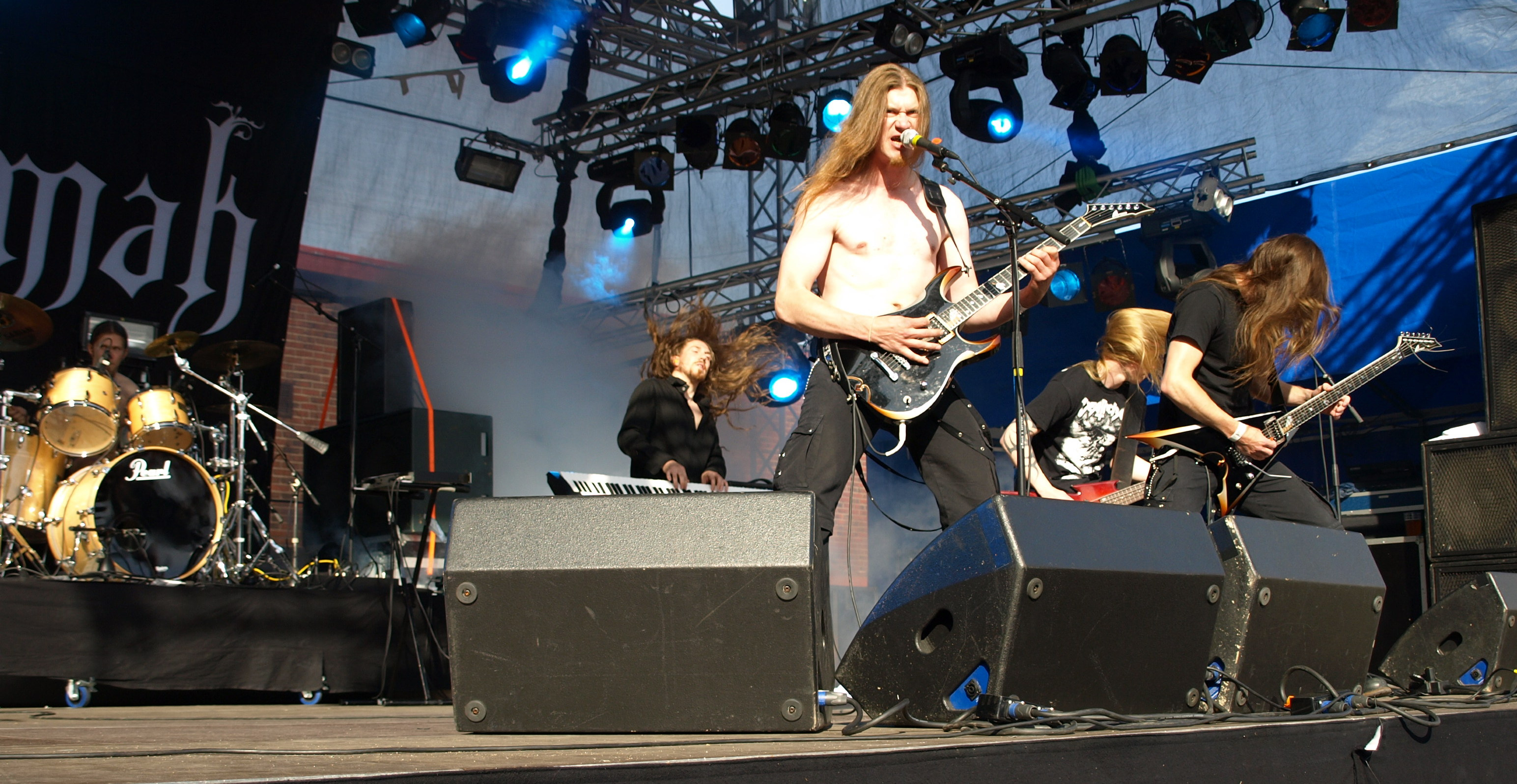
フィンランド・オウル公演 (2008年8月)

2008年に5thアルバム『For the Revolution』をリリース。日本では、レーベルをキングレコードからユニバーサルインターナショナルに移籍してリリースすることとなった。2010年に、6thアルバム『12 Gauge』をリリース。日本では、再びキングレコードからのリリースとなった。
2011年9月13日、公式Facebook上で、マルコ・スネックの脱退が発表された。翌2012年2月15日、後任としてワン・モーニング・レフトなどで活動するヴェリ＝マッティ・カナネン (Key)の加入が発表された。ヴェリ＝マッティ・カナネンは、マルコ・スネック脱退後のツアーにセッションとして参加しており、そのまま正式加入する運びとなった。2013年6月、7thアルバム『Seventh Swamphony』をリリース。
2016年3月に初のアジア・ツアーに際して初来日したが、リードギタリストのアンティ・コッコが個人的な都合により参加できず、元キウアスのミッコ・サロヴァーラをライヴ・セッションに迎えてツアーを敢行した。
2018年4月に5年ぶりとなる8thアルバム『Palo』をリリース。日本では、邦題『蒼炎』としてリリースされる。同年11月に2度目の来日を果たした。なお、今回の来日では、前回不参加だったリード・ギタリストのアンティ・コッコも来日している。翌2019年11月にも来日し、東京で2公演を行った。この公演は「PAST AND PRESENT JAPAN TOUR」と銘打たれており、2公演中1公演は、1stアルバム～3rdアルバムの楽曲に限定した特別なセットリストでの公演となった。公演のプロモーターによれば、このセットリストの中には、10年以上演奏していない楽曲や、もう二度とライブで上演しないであろう楽曲も含まれていたという。またこの公演にはリードギタリストのアンティ・コッコは不参加であり、ハッリ・ヒュトネンがサポートギタリストとして出演していた。
その後、新型コロナウイルス感染症の流行などで活動が停滞していたが、2023年2月、新たにランカ・クスタンヌスと契約したことを発表した。ランカ・クスタンヌスは、スパインファーム・レコード創業者のリク・パーッコネンが創業したレコード・レーベルで、カルマは活動最初期から契約を続けていたスパインファーム・レコード・グループから初めて移籍することとなった。また、同年5月に5年ぶりのリリースとなる9thアルバム『Kalmah』をリリースする。

## その他
- カルマのアルバムレコーディングは、デモテープ『Svieri Obraza』から、一貫してケミにあるティコ＝ティコ・スタジオ (Tico-Tico Studio)で行われている。また、その際のレコーディング・エンジニアも、アハティ・コルテライネンが起用されていた。アハティ・コルテライネンは、2ndアルバム『They Will Return』まで、バンドと共にプロデュースも行っていた[注釈 3]。7thアルバム『Seventh Swamphony』では、イェンス・ボグレンがレコーディング・エンジニアを務めている。8thアルバム『Palo』では再びアハティ・コルテライネンがレコーディング・エンジニアに起用され、ミキシングも担当した[注釈 4]。また、1stアルバム『Swamplord』から4thアルバム『The Black Waltz』までは、マスタリングがフィンヴォックス・スタジオで行われ、ミカ・ユッシーラが手がけた[注釈 5]。

- カルマは2003年頃まで、カルマと同じプダスヤルヴィ出身のメロディックデスメタルバンドのエターナル・ティアーズ・オブ・ソロウと深い繋がりを持っていた。特に、2000年にアンティ・コッコがエターナル・ティアーズ・オヴ・ソロウに加入したときは、ペッカ・コッコ以外のメンバー4人がカルマとエターナル・ティアーズ・オブ・ソロウとを掛け持ちしているという状態になった。その後、上述したように2001年に、アルッティ・ヴェテライネンとペトリ・サンカラがカルマから脱退し、2003年にはアンティ・コッコとパシ・ヒルトゥラがエターナル・ティアーズ・オブ・ソロウから脱退したことで、両バンドを掛け持ちしているメンバーはないなくなった。

- カルマは、5thアルバム『For the Revolution』のリリースがあった2008年中頃まで、ライヴ活動が非常に少ないバンドであった。1stアルバム『Swamplord』リリース後から、5thアルバム『For the Revolution』のリリースまでのライヴは合計でわずか29本で、フィンランドが中心であった[19]。また、1stアルバム『Swamplord』リリース後から、初ライヴを行うのにも2年の時間がかかっている[19]。その後、ライヴ本数は徐々に増えてきている。

## メンバー

### 現ラインナップ
- ペッカ・コッコ (Pekka Kokko) - ボーカル・リズムギター (1991年 - )
バンドのメインコンポーザーの1人であり、メインソングライターでもある。
アンセスター活動初期の1993年までは、ギターではなくボーカル・ベースを担当していた。
- アンティ・コッコ (Antti Kokko) - リードギター (1995年 - )
バンドのメインコンポーザーの1人。アルバムのプロデュースにおいても中心的な役割を担っている[4]。ペッカの実弟。
ライヴに不参加となることがしばしばあり、その際にはサポートギタリストが起用される。
リメインズ、エターナル・ティアーズ・オヴ・ソロウでも活動していた。
- ティモ・"レデ"・レヘティネン (Timo "Lede" Lehtinen) - ベース (2001年 - )
カタメニア、ミソス、エンド・オヴ・ユーでも活動。
- ヤンネ・クスミン (Janne Kusmin) - ドラム (2001年 - )
カタメニア、ソウルハンマー、リマトール、メンタル・ヴォイス、ラーテージでも活動。
- ヴェリ＝マッティ・カナネン (Veli-Matti Kananen) - キーボード (2012年 - )
2011年のマルコ・スネック脱退後から、ライヴにサポートで参加。2012年に正式に加入した。
ワン・モーニング・レフト、タセアでも活動。

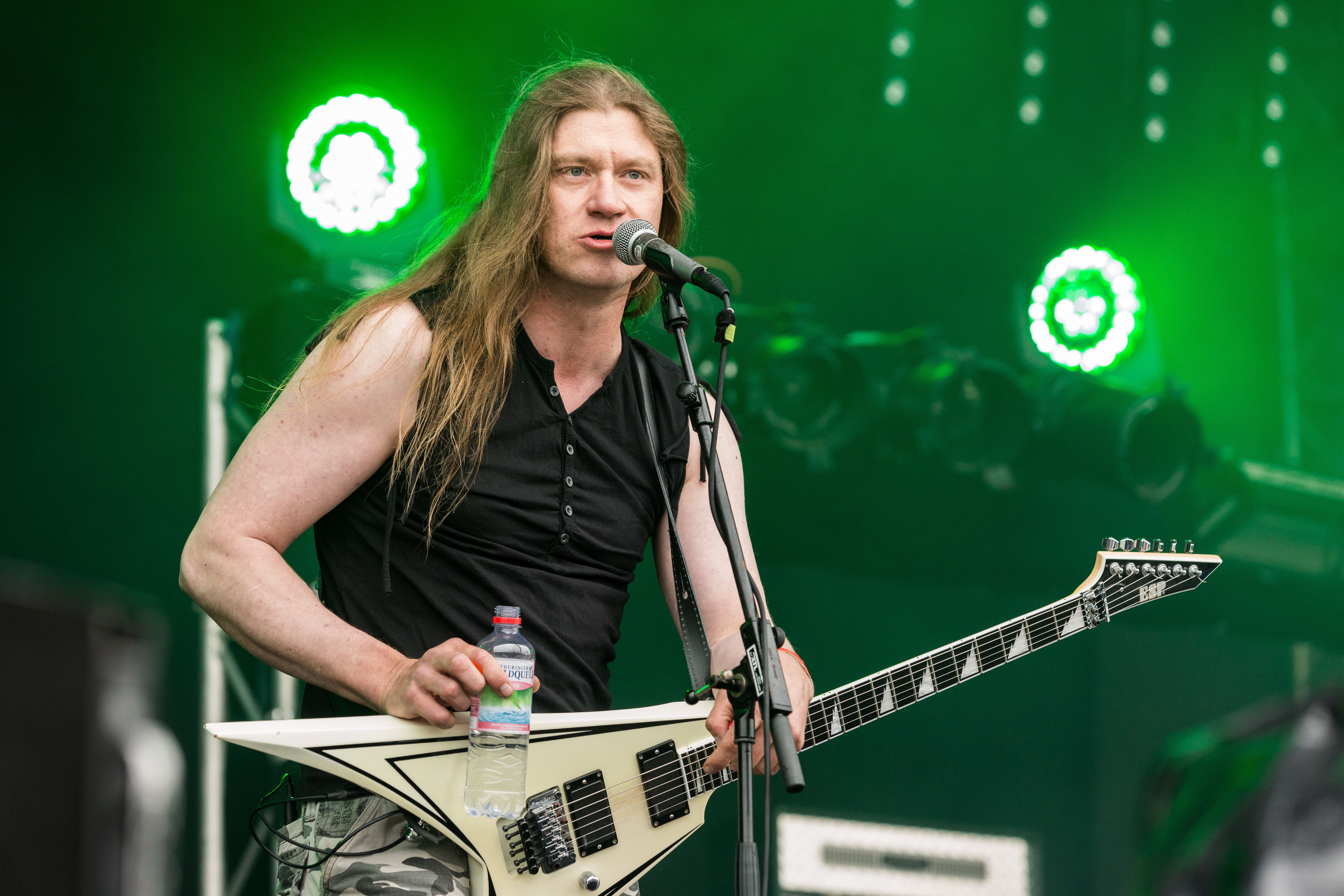
ペッカ・コッコ(Vo/G) 2017年
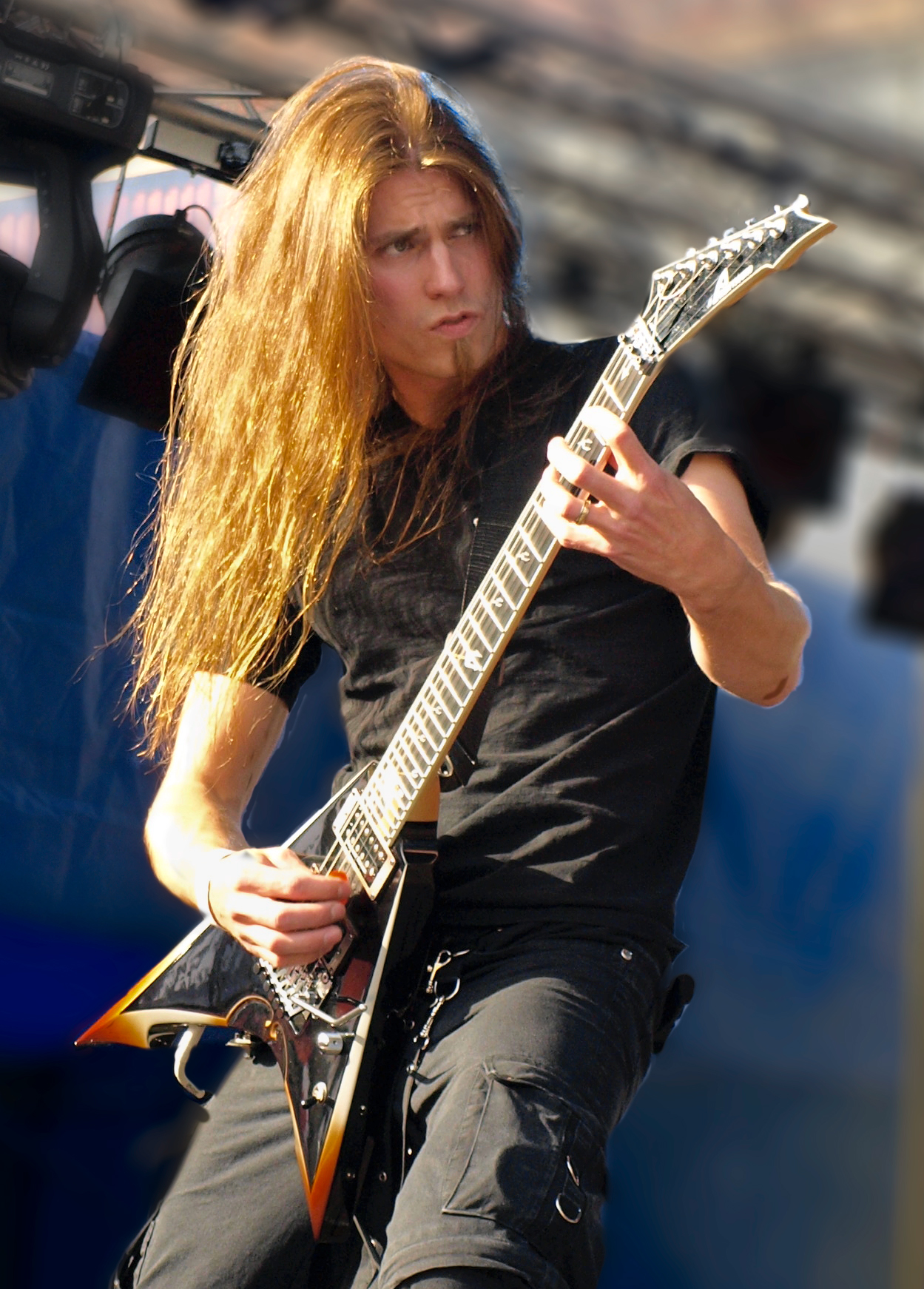
アンティ・コッコ(G) 2008年
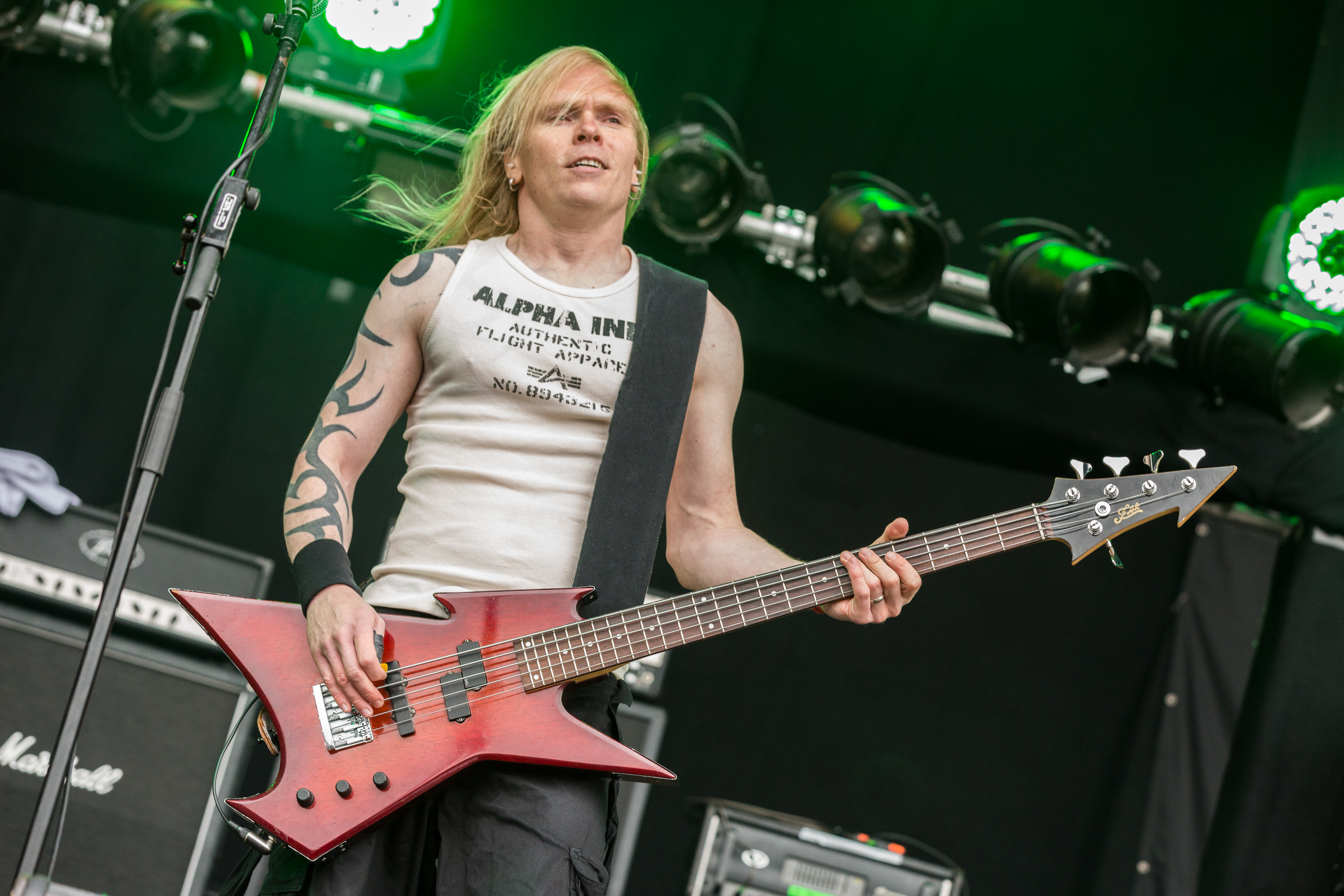
ティモ・レヘティネン(B) 2017年
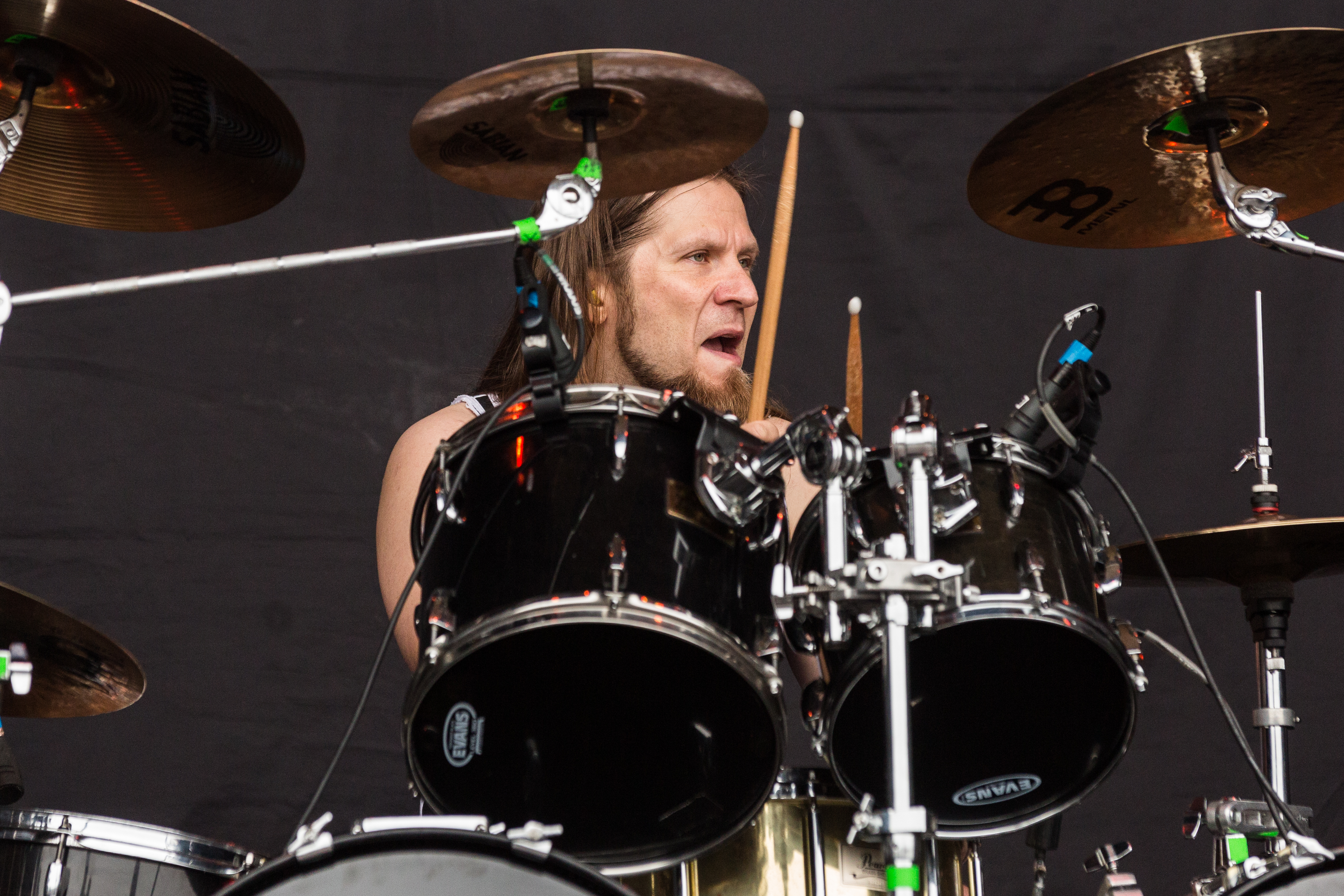
ヤンネ・クスミン(Ds) 2017年
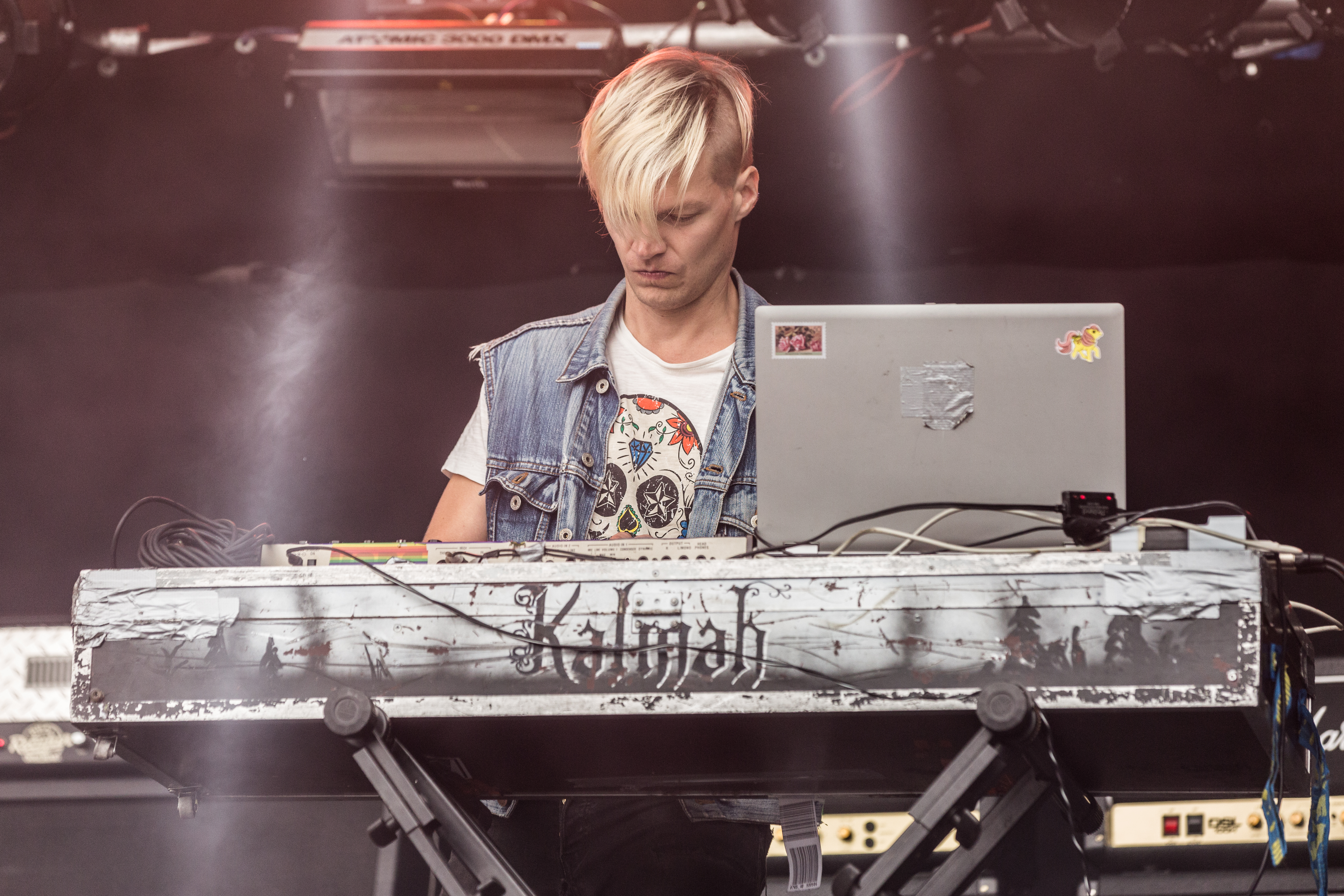
ヴェリ＝マッティ・カナネン(Key) 2017年

### 旧メンバー
- アンシ・セッパネン (Anssi Seppänen) - ギター (1992年 - 1993年)
アンセスター時代のみの在籍。1stデモ『Ethereal Devotion』ではメインコンポーザーであった。
- パシ・プハッカ (Pasi Puhakka) - ベース (1995年 - 1997年)
アンセスター時代のみの在籍。
- サウリ・ウリレヘト (Sauli Ylilehto) - ベース (1997年 - 1998年)
アンセスター時代のみの在籍。
- アルッティ・ヴェテライネン (Altti Veteläinen) - ベース（1993年、1998年 - 2000年）
フォー・マイ・ペイン、エターナル・ティアーズ・オヴ・ソロウで活動。
- アンティ＝マッティ・タララ (Antti-Matti Talala) - キーボード（1998年 - 1999年）
フォー・マイ・ペイン、エターナル・ティアーズ・オヴ・ソロウ、トゥ/ダイ/フォーで活動。
- パシ・ヒルトゥラ (Pasi Hiltula) - キーボード（1999年 - 2004年）
エターナル・ティアーズ・オヴ・ソロウ、セネリー・チャンネルで活動。
- マルコ・スネック (Marco Sneck) - キーボード（2004年 - 2011年）
在籍時は、各アルバム数曲の作曲を行った。
カロン、フェロシア、メンタル・ヴォイス、ポイズンブラック、ノスネガル、スリッペリー、スターゲイズリーで活動。
- ペトリ・サンカラ (Petri Sankala) - ドラム（1991年 - 2000年）
エターナル・ティアーズ・オヴ・ソロウ、フォー・マイ・ペインで活動。

### セッション・メンバー

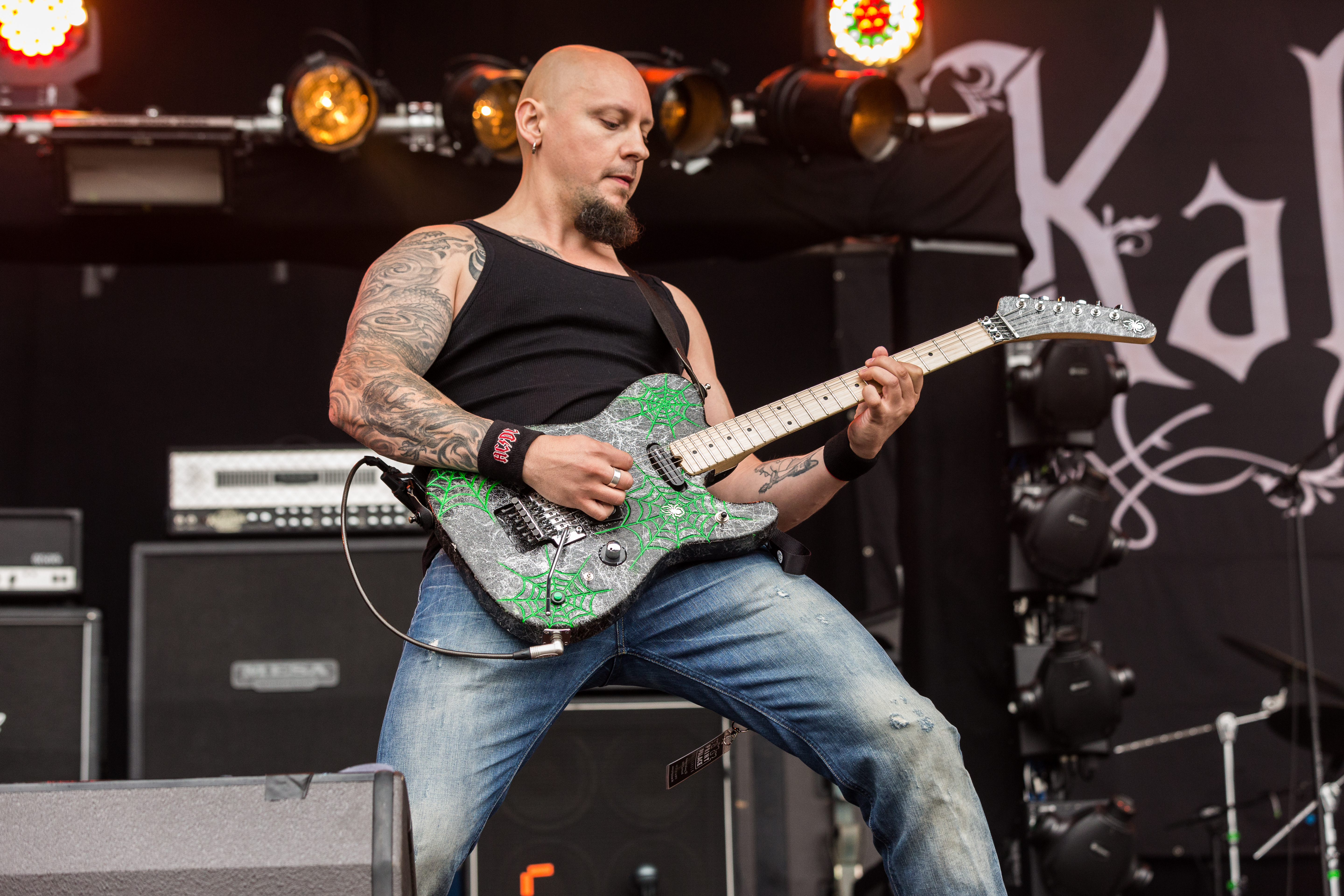
ハッリ・ヒュトネン(G) 2017年

- ミッコ・サロヴァーラ (Mikko Salovaara) - リードギター（2016年）
アンティ・コッコに代わってアジアツアーにセッションとして参加[11]。
- ハッリ・ヒュトネン (Harri Hytönen) - リードギター (2016年 - )
アンティ・コッコに代わって様々なツアーにセッションとして参加。

### タイムライン
アンセスター時代を含めて記載する。日時については、おおよそであり、完全な日時ではない。

## ディスコグラフィ

### Kalmah名義
- 1999年 Svieri Obraza (Demo)
- 2000年 スワンプロード (Swamplord)
- 2002年 ゼイ・ウィル・リターン (They Will Return)
- 2003年 スワンプソング (Swampsong)
- 2006年 ザ・ブラック・ワルツ (The Black Waltz)
- 2008年 フォー・ザ・レヴォリューション (For the Revolution)
- 2010年 12ゲージ (12 Gauge)
- 2013年 セブンス・スワンフォニー (Seventh Swamphony)
- 2018年 蒼炎 (Palo)
- 2023年 カルマ (Kalmah)

### Ancestor名義
- 1992年 Ethereal Devotion (Demo)
- 1993年 Material World God (Demo)
- 1997年 With No Strings Attached (Demo)
- 1998年 Tomorrow (Demo)
- 1998年 Under the Burbot's Nest (Demo)